# راب دوورست
راب دوورست (انگلیسی: Rob Dewhurst؛ زادهٔ ۱۰ سپتامبر ۱۹۷۱) بازیکن فوتبال اهل بریتانیا است.
از باشگاه‌هایی که در آن بازی کرده‌است می‌توان به باشگاه فوتبال بلکبرن روورز، باشگاه فوتبال دارلینگتون، باشگاه فوتبال هال سیتی، باشگاه فوتبال اسکانتورپ یونایتد، باشگاه فوتبال اکستر سیتی، و باشگاه فوتبال هادرزفیلد تاون اشاره کرد.